# Salming Trophy
Salming Trophy är ett pris instiftat av Ishockeyjournalisternas Kamratförening som tilldelas Sveriges bästa back utanför NHL.
Priset är uppkallat efter Börje Salming som i samarbete med Kamratföreningen var med och utsåg vinnarna av priset fram till sin död 2022. 
Börje Salming spelade totalt 17 säsonger i NHL och valdes vid det internationella ishockeyförbundets (IIHF) 100-årsjubileum 2008 in i århundradets All Star Team  och presenterades under världsmästerskapet 2008 i Kanada. Börje Salming valdes 1996 som förste svensk in i Hockey Hall of Fame.

## Vinnare
- 2008/2009 – Marcus Ragnarsson, Djurgårdens IF[2]
- 2009/2010 – Magnus Johansson, Linköpings HC[3]
- 2010/2011 – David Rundblad, Skellefteå AIK[4]
- 2011/2012 – Mattias Ekholm, Brynäs IF[5]
- 2012/2013 – Magnus Nygren, Färjestad BK[6]
- 2013/2014 – Patrik Hersley, Leksands IF[7]
- 2014/2015 – Tim Heed, Skellefteå AIK[8]
- 2015/2016 – Niclas Burström, Skellefteå AIK[9]
- 2016/2017 – Henrik Tömmernes, Frölunda HC
- 2017/2018 – Lawrence Pilut, HV71
- 2018/2019 – Erik Gustafsson, Luleå HF
- 2020/2021 – Nils Lundkvist, Luleå HF
- 2021/2022 – Maja Nylén Persson, Brynäs IF[10]
- 2022/2023 – Jonathan Pudas, Skellefteå AIK